# Aplonobia shirakensis
Aplonobia shirakensis är en spindeldjursart som först beskrevs av Reck 1956.  Aplonobia shirakensis ingår i släktet Aplonobia och familjen Tetranychidae. Inga underarter finns listade i Catalogue of Life.